# Daubeuf-la-Campagne
Daubeuf-la-Campagne är en kommun i departementet Eure i regionen Normandie i norra Frankrike. Kommunen ligger i kantonen Le Neubourg som tillhör arrondissementet Évreux. År 2022 hade Daubeuf-la-Campagne 245 invånare.

## Befolkningsutveckling
Antalet invånare i kommunen Daubeuf-la-Campagne
Referens:INSEE